# Tere Medina
Tere Medina mexikói írónő.

## Élete
Tere Medina Mexikóban született. 1977-ben adaptálta a La venganza történetét. 1995-ben Carmen Danielsszel adaptálták a Lazos de amor című telenovella történetét. 2004-ben adaptálta A liliomlány című sorozat történetét. 2013-ban a Maricruz történetét adaptálta.

## Munkái

### Adaptációk
- A Macska (La gata) (2014) Eredeti történet Inés Rodena és Carlos Romero
- Maricruz (Corazón indomable) (2013) Eredeti történet Inés Rodena
- Rafaela doktornő (Rafaela) (2011) Eredeti történet Delia Fiallo
- Árva angyal (Cuidado con el ángel) (2008) Eredeti történet Delia Fiallo
- Peregrina (2005) Eredeti történetnet Delia Fiallo
- A liliomlány (Inocente de ti) (2004) Eredeti történet Inés Rodena és Iris Dávila
- A betolakodó (La intrusa) (2001) Eredeti történet Inés Rodena
- Mujer bonita (2001) Eredeti történet Inés Rodena
- Bendita mentira (második rész) (1996) Eredeti történet Inés Rodena
- La antorcha encendida (1996) Eredeti történet Fausto Zerón Medina
- Lazos de amor (1995) Eredeti történet Jorge Lozano Soriano
- Pobre niña rica (1995) Eredeti történet Carmen Daniels
- Nuevo amanecer (1988) Eredeti történet Fernanda Villeli és Carmen Daniels
- Abandonada (1985) Eredeti történet Inés Rodena
- Viviana (1978) Eredeti történet Inés Rodena
- La venganza (1977) Eredeti történet Inés Rodena

### Könyvkiadások
- A szerelem tengere (Mar de amor) (2009) (írta Alberto Gómez és María Antonieta "Calú" Gutiérrez)
- Barrera de amor (2005) (írta Orlando Merino és Jaime García Estrada)
- Amarte es mi pecado (2004) (írta Jaime García Estrada és Orlando Merino)
- La otra (2002) (írta Orlando Merino és Jaime García Estrada)
- El precio de tu amor (2000) (írta Orlando Merino és Jaime García Estrada)
- Julieta (Laberintos de pasión) (1999) (írta Cuauhtémoc Blanco és María del Carmen Peña)
- Acapulco szépe (Alma rebelde) (első rész) (1999) (írta Alberto Gómez és Alberto Aridjis)
- Gotita de amor (1998) (írta Kary Fajer, Alberto Aridjis és Alberto Gómez)
- El secreto de Alejandra (1997) (írta Lila Yolanda Andrade és Carlos Lozano Dana)
- Desencuentro (1997) (írta Carmen Daniels, Liliana Abud és Jorge Lozano Soriano)
- El vuelo del águila (1994) (írta Liliana Abud, Eduardo Gallegos és Antonio Monsell)
- Marimar (első rész) (1994) (írta Carlos Romero és Valeria Phillips)
- Más allá del puente (1993/94) (írta René Muñoz)
- Los parientes pobres (1993) (írta Carmen Daniels)
- La sonrisa del Diablo (1992) (írta Fernanda Villeli és Marcia Yance)
- Atrapada (1991) (írta Carmen Daniels és Liliana Abud)
- Yo compro esa mujer (1990) (írta Liliana Abud)
- Encadenados (1988) (írta Marissa Garrido)
- Victoria (1987) (írta M.J. Rubio és Luis Reyes de la Maza)
- El precio de la fama (1986) (írta Carmen Daniels)
- Soledad (1981) (írta Carlos Romero és Vivian Pestalozzi)
- Barata de primavera (1975) (írta Marissa Garrido)